# Max Windesheim
Max Windesheim (* 29. November 1868 in Erfurt; † 10. August 1925 ebenda) war ein deutscher Industrieller und Getreidegroßhändler.

## Leben
Max Windesheim, wurde 1868 als Sohn des Fabrikanten Hermann Windesheim und seiner Ehegattin Johanna (geborene Heimbach) geboren. Schon 1898 wurde Max Mitinhaber der Arnstädter Malzfabrik, die seinem Vater gehörte. 1902 übernahm er dann endgültig zusammen mit seinem Bruder Hugo das Unternehmen. Zusammen mit seinem Bruder machte er die Arnstädter Malzfabrik zu einer der bedeutendsten Kastenmälzereien Europas, mit einer Jahresproduktion von 300.000 Zentnern. Max Windesheim war außerdem Beteiligter mehrerer Montanunternehmen im Ruhrgebiet und in Sachsen. Zusammen mit seiner Frau Adele bekam er zwei Töchter.